# نولان فرانز
نولان فرانز (بالإنجليزية: Nolan Franz)‏ هو لاعب كرة قدم أمريكية أمريكي، ولد في 11 سبتمبر 1959.